# كريم يودا
كريم يودا (بالفرنسية: Abdoul Karim Yoda)‏ هو لاعب كرة قدم فرنسي، ولد في 25 أكتوبر 1988 في أنيماس في فرنسا يلعب في نادي الحزم السعودي . لعب مع نادي أسترا جورجو ونادي خيتافي ونادي سيرفيت ونادي سيون واحترف في السعودية في نادي الحزم ونادي الوحدة ونادي العدالة.

## وصلات خارجية
- كريم يودا على موقع الاتحاد الأوربي (الإنجليزية)
- كريم يودا على موقع قاعدة بيانات كرة القدم.إي يو (الإنجليزية)
- كريم يودا على موقع Soccerbase.com (لاعب) (الإنجليزية)
- كريم يودا على موقع Soccerway.com (الإنجليزية)
- كريم يودا على موقع عالم كرة القدم.نت (الإنجليزية)
- كريم يودا على موقع AS.com (الإسبانية)